# Giannitsa-See
Der See von Giannitsa (griechisch Λίμνη των Γιαννιτσών Límin ton Giannitsón, auch Λουδία, Loudía, oder Βάλτος των Γιαννιτσών Váltos ton Giannitsón „Sumpf von Giannitsa“ bulgarisch Ениджева̀рдарското езеро Enidschevardarskoto esero, oder Па̀зарският гьол, Pasarskijat Gjol; türkisch Yenice Gölü) war ein See südlich der zentralmakedonischen Stadt Giannitsa. Er wurde Anfang des 20. Jahrhunderts mit dem Ziel der Bekämpfung der Malaria und anschließend der landwirtschaftlich Nutzung trockengelegt.

## Geschichte
Im Altertum war ein großer Teil des Flachlands im heutigen „unteren Makedonien“ von Meer bedeckt. Das wird aus historischen Quellen deutlich. Im Laufe der Zeit zog sich der Meeresspiegel – unter anderem aufgrund von Flussablagerungen – nach Süden zurück. In dem Gebiet entstand daraufhin nach und nach der See von Giannitsa und die diesen umgebenden weitläufigen Sümpfe. Den natürlichen Abfluss des Sees bildete der Loudías.
Die Ausdehnung des Sees betrug ungefähr 10.000 Stremmata (= 100 ha), die Sümpfe erstreckten sich über 340.000 Stremmata (= 340 ha). Zusammen bildeten sie den váltos (βάλτος ‚Sumpf‘). Diese Bezeichnung meinte das gesamte Ökosystem und den dichten Schilfgürtel, der aufgrund der Unmassen an Mücken ein Tummelplatz für Malaria waren.
Während der kleinasiatischen Katastrophe und dem Bevölkerungsaustausch wurde es notwendig, neue landwirtschaftliche Flächen zu erschließen um den Lebenserwerb in den neuen Dörfern der Gegend zu sichern und dabei auch die Malaria zu bekämpfen. Die Trockenlegung des Sees, die von 1928 bis 1932 vorgenommen wurde, übernahm die amerikanische New York Company Foundation.
Im 19. Jahrhundert gewann das Feuchtgebiet Bedeutung in der Auseinandersetzung zwischen Griechenland und dem osmanischen Reich. Ab 1900 fanden im Süden von Giannitsa immer wieder bewaffnete Auseinandersetzungen zwischen den türkischen Besatzungstruppen und bulgarischen Aufständischen einerseits und griechischen Aufständischen andererseits statt. Neben den griechischen nutzten auch bulgarische Rebellen den Giannitsa-See und dessen Feuchtgebiet als Rückzugsraum bei bewaffneten Aktionen, gegen türkische Besatzungstruppen, aber auch gegen die griechische Bevölkerung selbst.
Der See spielte eine Rolle für den Makedonien-Kampf, vor allem die beiden gleichnamigen Gefechte, die am 6. August und am 21. Dezember 1906 stattfanden.
Im Oktober 1912 rückte Giannitsa in das Zentrum des Ersten Balkankrieges mit der Schlacht von Giannitsa. Griechischen Truppen gelang zwischen dem 1. und 2. November 1912 ein Sieg gegen die osmanische Armee. Berühmt wurde der Offizier Tellos Agras, der mit einer kleinen Gruppe von Kämpfern versuchte, das Gebiet unter griechische Kontrolle zu bringen. Sein Leben wurde in Griechenland insbesondere durch den historischen Roman Sta mystiká tou váltou (Στα μυστικά του Βάλτου ‚In den Geheimnissen des Sumpfes‘) von Pinelopi Delta bekannt und populär.